# Istituto nazionale di statistica
L'Istituto nazionale di statistica (conosciuto anche come Istat) è un ente pubblico di ricerca italiano che si occupa dei censimenti generali della popolazione, dei servizi e dell'industria, dell'agricoltura, di indagini campionarie sulle famiglie e di indagini economiche generali a livello nazionale.
L'operato dell'istituto è supervisionato dalla Commissione per la garanzia dell'informazione statistica della Presidenza del Consiglio dei ministri, che ha il compito di garantire l'imparzialità e la completezza dei dati raccolti e pubblicati. I contenuti pubblicati dall'Istat sono disponibili con licenza Creative Commons Attribuzione 3.0. L'Istat è un membro del Sistema statistico europeo.

## Storia
L'Istat fu fondato come Istituto Centrale di Statistica con la Legge 9 luglio 1926, n. 1162 per sostituire la Divisione di statistica generale del Ministero per l'agricoltura (attuale Ministero delle politiche agricole alimentari e forestali). La direzione dell'ente, dipendente dal capo dello Stato, passò al docente universitario e statistico italiano Corrado Gini. L'Istat, con un organico di circa 170 dipendenti avrebbe dovuto aggiornare i dati sui censimenti precedentemente operati dalla Divisione di statistica generale (fermi al 1921), pubblicando così i dati del 6º censimento generale della popolazione.
Dopo un'accelerazione nell'attività dell'ente nei primi anni '30, la statistica nazionale subì una battuta d'arresto con le sanzioni economiche dovute all'offensiva in Etiopia, che fermarono la pubblicazione dei dati economico-finanziari. Nel 1937 i dati che erano stati raccolti ma non divulgati nel periodo delle sanzioni furono pubblicati, anche se l'attività cessò due anni dopo.
Con lo scoppio della seconda guerra mondiale diminuirono le pubblicazioni a causa della mancanza del personale, richiamato per la maggior parte alle armi, e fu pertanto rinviato il 9º censimento della popolazione, che si terrà nel 1951. L'armistizio di Cassibile nel 1943 portò allo spostamento della sede dell'ente nei confini della Repubblica di Salò.
Nel corso degli ultimi anni '40 gli archivi furono recuperati e trasferiti nuovamente a Roma, permettendo all'istituto di riprendere a pieno la sua attività. Con la ricostruzione post-bellica l'ICS si concentrò principalmente nel raccogliere dati sullo sviluppo economico nazionale, pubblicando nel 1950 il volume Studi sul reddito nazionale.
Il Decreto legislativo 6 settembre 1989, n. 322 istituì il Sistema statistico nazionale (Sistan) e cambiò la denominazione dell'ente in Istituto nazionale di statistica (mantenendo invariata la sigla Istat).

## Organizzazione
- Presidente: nominato dal Presidente della Repubblica su proposta del Presidente del Consiglio dei ministri dopo l'approvazione da parte del Consiglio dei ministri stesso, ha un mandato di quattro anni che può essere riconfermato una sola volta;[8]
- Comitato di indirizzo e coordinamento dell'informazione statistica: parte del Sistan è composto da 15 membri tra cui il Presidente, 2 rappresentanti del Ministero dell'economia e delle finanze, 4 rappresentanti da altre amministrazioni statali, nominati dal Presidente del Consiglio su proposta del Presidente dell'Istat, 3 membri dalle regioni e amministrazioni locali italiane, nominati dalla Conferenza unificata, 1 membro designato dal presidente di Unioncamere, 2 rappresentanti di enti pubblici e 2 esperti scelti tra i professori di ruolo di materie statistiche, economiche e affini;[9]
- Consiglio: composto dal Presidente e da altri quattro membri di cui due nominati dal Comitato di indirizzo e coordinamento e due dal Presidente del Consiglio;[10]
- Collegio dei revisori dei conti: composto da 3 membri fissi e 2 supplenti nominati dal Presidente del Consiglio di cui: un magistrato del Consiglio di Stato, che svolge le funzioni di Presidente del Collegio, un rappresentante della Presidenza del Consiglio dei ministri e un suo supplente, e un rappresentante del Ministero dell'economia e delle finanze affiancato da un supplente.[11]

### Presidenti

#### Istituto centrale di statistica
- Corrado Gini (1926 – 1932)
- Franco Rodolfo Savorgnan (1932 – 1943)
- Alberto Canaletti Gaudenti (1945 – 1949)
- Lanfranco Maroi (1949 – 1961)
- Giuseppe De Meo (1961 – 1980)
- Guido Maria Rey (1980 – 1989)

#### Istituto nazionale di statistica
- Guido Maria Rey (1989 – 1993)
- Alberto Zuliani (1993 – 2001)
- Luigi Biggeri (2001 – 2009)[12]
- Enrico Giovannini (24 luglio 2009 – 28 aprile 2013)
- Antonio Golini (21 giugno 2013 – 14 luglio 2014)
- Giorgio Alleva (2014 – 2018)
  - Maurizio Franzini, facente funzioni (agosto 2018 – febbraio 2019)
- Gian Carlo Blangiardo (4 febbraio 2019 – 22 marzo 2023)
  - Francesco Maria Chelli, facente funzioni (maggio 2023 – maggio 2024)
- Francesco Maria Chelli (maggio 2024 – presente)

## Funzioni
L'Istat è il produttore di statistica ufficiale in Italia. Per statuto, la realizzazione di indagini, studi e analisi è finalizzata alla produzione di statistica ufficiale e a soddisfare il bisogno informativo espresso dalla collettività. Le rilevazioni di pubblico interesse sono stabilite dal Programma statistico nazionale, il documento che regola l'attività di produzione statistica.
L'Istat svolge un ruolo di indirizzo, coordinamento, assistenza tecnica e formazione all'interno del Sistema statistico nazionale (Sistan), istituito con il decreto legislativo 322/89 per razionalizzare la produzione e diffusione delle informazioni e ottimizzare le risorse destinate alla statistica ufficiale. Del Sistan fanno parte oltre l'Istat, gli uffici di statistica centrali e periferici delle amministrazioni dello Stato, degli enti locali e territoriali, delle Camere di Commercio, di altri enti e amministrazioni pubbliche, e altri enti e organismi pubblici di informazione statistica. Il lavoro di preparazione del Programma statistico nazionale è effettuato da circoli di qualità composti da esperti provenienti dagli uffici statistici di tutto il Sistan.
L'Istituto è coinvolto nella costruzione del Sistema statistico europeo (regolamento CE 322/97) e produce informazioni seguendo i principi fondamentali della statistica ufficiale: imparzialità, affidabilità, pertinenza, efficienza, riservatezza e trasparenza. Per garantirne la qualità, nel 2005 la Commissione europea ha adottato il Codice delle statistiche europee che fissa 15 principi chiave cui gli istituti di statistica devono attenersi nella produzione e diffusione dell'informazione statistica.

### Rilevazioni ed elaborazioni
Le rilevazioni e le elaborazioni condotte dall'Istat sono stabilite dal Programma statistico nazionale, il documento che regola l'attività di produzione di informazioni statistiche ufficiali, previsto al decreto legislativo n. 322 del 1989, istitutivo del Sistema Statistico Nazionale.
L'Istat produce informazioni sui vari aspetti economici, sociali, territoriali e ambientali, attraverso i censimenti generali, le altre rilevazioni totali e campionarie, dall'elaborazione di dati raccolti all'interno di procedimenti di tipo amministrativo, cioè i dati di fonte amministrativa.
I dati si raccolgono generalmente attraverso un questionario che può essere somministrato usando diverse tecniche di indagine: interviste (dirette o telefoniche) attraverso un rilevatore; compilazione da parte del rispondente del questionario spedito per posta dall'ente statistico o consegnato da un addetto. La rilevazione può essere totale, ovvero condotta rilevando le manifestazioni del fenomeno su ogni unità della popolazione; oppure può essere svolta in forma parziale, rilevando tali manifestazioni soltanto su una parte delle unità; in questo caso si tratta di una rilevazione campionaria.
I censimenti sono una rilevazione diretta, individuale e totale e sono ripetuti con cadenza periodica; rilevano in modo diretto ogni singola unità del collettivo di riferimento e si osservano tutte le unità, suddividendo l'intero territorio in aree (sezioni di censimento). I censimenti offrono un esteso quadro di dati con dettaglio territoriale fine, di importanza cruciale per la conoscenza della struttura produttiva e della realtà sociale del Paese. L'informazione che ne deriva fornisce la base per operare indagini, elaborazioni e analisi successive, per migliorare la selezione dei campioni, oltre che per conoscere nel dettaglio il territorio e comprenderne le dinamiche.
La periodicità dei censimenti è definita: in Italia il censimento della popolazione, delle famiglie e delle abitazioni e il censimento generale dell'industria e dei servizi, comprese le istituzioni pubbliche e private, si svolgono ogni dieci anni. Nel 1996 il censimento dell'industria e dei servizi è stato effettuato tra le due scadenze decennali ed è stato chiamato intermedio.
L'Istat, a conclusione del processo di produzione dell'informazione statistica, mette a disposizione dei cittadini, delle imprese e delle istituzioni i risultati delle rilevazioni. Tutte le informazioni pubblicate sono accompagnate dai metadati.
Le informazioni sono pubblicate gratuitamente sul sito web dell'Istat sotto forma di comunicati stampa, opuscoli divulgativi, pubblicazioni, banche dati, sistemi informativi, file di dati, in anticipo sui formati cartacei in cui alcune pubblicazioni vengono successivamente rese disponibili. Questa modalità di diffusione, adottata dai principali istituti di statistica, è conosciuta come "Electronics first".
Sono invece a pagamento (costi di riproduzione) i volumi stampati su carta, riprodotti su CD-ROM o DVD, le elaborazioni personalizzate, i file standard e i lavori su commissione. L'art. 15 del decreto n. 322 del 1989, tra i compiti dell'Istat, elenca "l'esecuzione di particolari elaborazioni statistiche per conto di enti e privati, remunerate a condizioni di mercato".

### Le pubblicazioni cartacee, le forme di diffusione elettronica e i comunicati stampa

#### Pubblicazioni
Le pubblicazioni sono consultabili attraverso un catalogo online che contiene l'elenco delle pubblicazioni edite dall'Istat a partire dal 2000; quelle precedenti al 2000 sono disponibili presso la biblioteca.
Le pubblicazioni sono raggruppate in nove collane e 15 settori tematici: le principali sono L'Annuario statistico italiano e Il Rapporto annuale
L'Annuario statistico italiano costituisce una guida per aggiornare le conoscenze sulla realtà del paese e misurarne l'evoluzione. I capitoli in cui è suddiviso offrono una sintesi delle informazioni statistiche prodotte dall'Istat e da altri enti del Sistema statistico nazionale su ambiente, aspetti demografici, sociali ed economici. I dati sono disaggregati a livello regionale e sono accompagnati da un confronto con gli anni precedenti.
Il Rapporto annuale è presentato ogni anno a maggio e rappresenta un'occasione di riflessione sulla situazione economica e sociale del Paese e uno strumento per confrontare i fenomeni analizzati a livello internazionale. La pubblicazione fornisce un quadro generale delle tendenze economiche e sociali, approfondendo, ogni anno, temi diversi. Alcuni tra gli argomenti analizzati dal Rapporto annuale sono i rapporti tra stagnazione economica e problemi strutturali dello sviluppo; la competitività delle esportazioni e, in generale, il sistema produttivo; i cambiamenti in termini qualitativi, del mercato del lavoro e le trasformazioni del sistema del welfare. Anche il Rapporto annuale si può consultare e scaricare gratuitamente.

#### Le banche dati, i sistemi informativi e altre forme di diffusione elettronica
Le banche dati sono archivi in cui l'utente può scegliere in base alle proprie esigenze i dati e il loro livello di dettaglio e costruire le proprie tabelle in maniera personalizzata. I sistemi informativi contengono informazioni e dati strutturati in tavole preconfezionate e scaricabili su foglio elettronico. Entrambi i sistemi sono corredati di metadati, le informazioni sulle metodologie, sulle classificazioni e sulle definizioni adottate relativamente agli argomenti trattati.
Le tavole di dati sono collezioni di dati diffuse a cadenza non regolare, ma, generalmente alla conclusione di alcune indagini, come forma preliminare di diffusione dei dati prodotti.
I file di microdati sono collezioni campionarie di dati elementari relative ad alcune indagini svolte dall'Istat. Possono essere divulgati per fini di studio e di ricerca su richiesta motivata e previa autorizzazione del Presidente dell'Istituto, purché siano resi anonimi e privi di ogni riferimento che ne permetta il collegamento con singole persone fisiche e giuridiche.
Le elaborazioni personalizzate sono prodotti su misura - elaborazioni ad hoc – che soddisfano le richieste non riconducibili ai prodotti standard riportati su catalogo. Sono compatibili con le norme che tutelano il segreto statistico e comportano costi e tempi di pubblicazione indicati nei preventivi forniti dai responsabili dell'elaborazione.

#### Comunicati stampa
Ogni anno oltre 150 comunicati stampa sui principali indicatori socio-economici del Paese.
Alle 10:00 del giorno indicato in calendario ha luogo la diffusione, nella mattinata i dirigenti responsabili delle singole indagini sono a disposizione dei giornalisti per chiarimenti.
La diffusione avviene tramite e-mail alle istituzioni, a tutti i media, agli operatori del mondo dell'informazione, agli istituti di ricerca. Nella stessa mattinata i comunicati sono pubblicati sul sito ufficiale.

### I punti di accesso
I punti per accedere all'informazione statistica (oltre al sito internet) sono gli uffici e gli sportelli informativi, la biblioteca, il Laboratorio per l'Analisi dei Dati Elementari (Adele) e i Centri di Informazione Statistica. I tempi di risposta, i costi e le modalità di fornitura dei diversi servizi sono regolati da una carta dei servizi, in vigore dal 2001.

#### Gli uffici e gli sportelli informativi
L'Istat ha 18 Uffici regionali che ospitano i Centri d'informazione statistica, punti di accesso aperti a tutti i cittadini. Il Centro di Roma fornisce anche dati e prodotti dell'Eurostat (Ufficio di statistica delle Comunità europee) tramite l'ESDS (European Statistical Data Support). I cittadini, le imprese e le istituzioni possono richiedere dati e informazioni statistiche anche tramite telefono, e-mail, fax e lettera.

#### La biblioteca
La biblioteca, fondata nel 1926, è aperta al pubblico e contiene, oltre alle pubblicazioni dell'Istat, opere in materia statistica e socio-economica di autori italiani e stranieri, periodici degli istituti nazionali di statistica di tutto il mondo, degli enti internazionali (Organizzazione internazionale del lavoro, FAO, FMI, OCSE, ONU) e dei principali enti e istituti italiani ed esteri. La biblioteca possiede oltre 400.000 volumi e riceve i numeri in uscita di 2.800 periodici. È presente anche un fondo antico costituito da 1.500 volumi di data anteriore al 1900.

#### Il laboratorio Adele
Il Laboratorio per l'Analisi dei Dati Elementari (Adele), che si trova presso la sede dell'Istat di Roma in Via Balbo e presso le sedi regionali dell'Istat, consente agli utenti specializzati di avere a disposizione e di trattare gli archivi di dati elementari di molte indagini dell'Istituto, operando direttamente le analisi statistiche desiderate. I risultati sintetici delle elaborazioni vengono forniti agli utenti dopo i necessari controlli in materia di riservatezza statistica.

### Codici dei comuni, delle province e delle regioni
L'Istat attribuisce ad ogni comune esistente un codice composto da sei cifre. Le prime tre cifre del codice identificano la provincia di appartenenza del comune, mentre le successive tre identificano il comune nell'ambito della provincia. A seguito di ogni variazione amministrativa l'elenco dei comuni italiani e dei relativi codici viene aggiornato. L'Istat cura un archivio contenente l'elenco dei comuni vigenti, l'elenco dei comuni soppressi, le variazioni territoriali e amministrative dei comuni dal 1991 e una tabella di codici e denominazioni di ripartizioni geografiche, regioni e province.